# Pier Carlo Boggio
Pier Carlo Boggio (Torino, 3 febbraio 1827 – Mare Adriatico, 20 luglio 1866) è stato un patriota, giornalista e politico italiano.

## Biografia
È considerato uno dei promotori del Risorgimento. Fu figlio di un veterano dell'esercito repubblicano francese. Trascorse la prima giovinezza in Svizzera, ove il padre si era stabilito in volontario esilio.

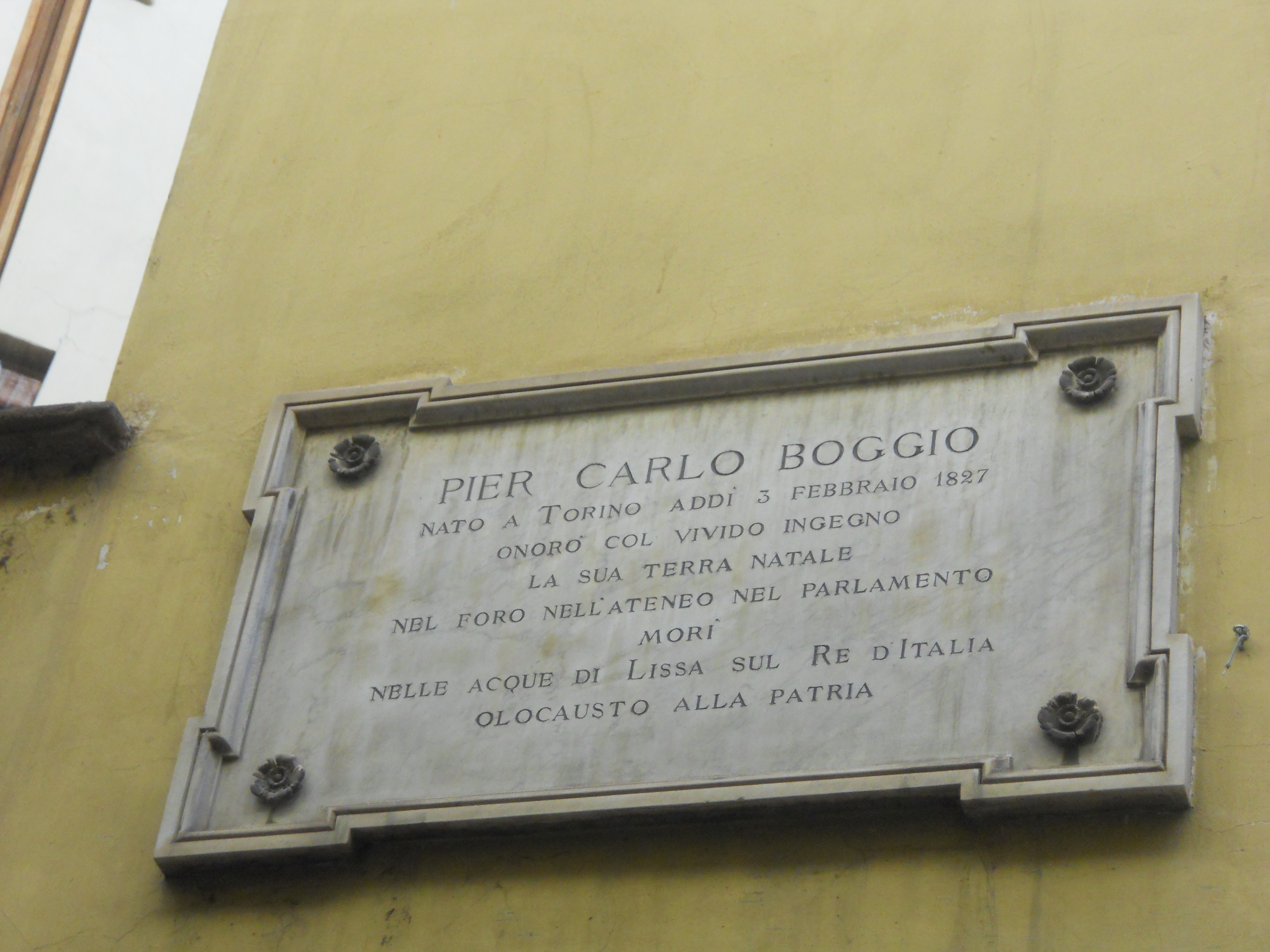
Targa apposta sulla casa natale di Pier Carlo Boggio in via dei Mercanti, a Torino

Fu eletto alla Camera dei deputati del Regno di Sardegna nella VI e VII Legislatura e poi alla Camera dei deputati del Regno d'Italia nella VIII e nella IX legislatura come deputato della Destra storica.
Fu iniziato in Massoneria nella Loggia Ausonia di Torino il 25 febbraio 1860.
Morì nella battaglia di Lissa, combattuta tra la marina del Regno d'Italia e la marina Austro Ungarica, alla quale partecipò da volontario.